# IFA International Freight Airways
IFA International Freight Airways war eine belgische Fluggesellschaft mit Sitz in Ostende.

## Geschichte
IFA International Freight Airways wurde am 22. April 1976 gegründet. Geplant war die Aufnahme von Frachtflügen. 
Am 30. März 1977 wurde eine Douglas DC-6B auf dem Flughafen Ostende an IFA ausgeliefert, die vorher drei Jahre lang bei Air Djibouti geflogen war. Die Maschine mit dem Luftfahrzeugkennzeichen OO-IFA war zwar mit einem Frachttor ausgestattet, aber der Betrieb wurde mit Passagier-Charterflügen am 1. April 1977 aufgenommen. Auch weiterhin kam es nicht zu den geplanten Frachtflügen, sondern lediglich zu  Passagiereinsätzen.
Im Jahr 1977 wurde das Flugzeug für einen Monat an British Air Ferries vermietet.
Am 31. Mai 1978 wurde Konkurs angemeldet. Das einzige Flugzeug wurde am 12. September 1978 als N799TA in den USA auf den Flugzeughändler Atlas Aircraft Corporation zugelassen und am 6. Dezember vom Flughafen Ostende aus dorthin überführt.

## Flotte

### Flotte bei Betriebseinstellung
Zur Betriebseinstellung im Mai 1978 bestand die Flotte aus der DC-6B OO-IFA.

### Zuvor eingesetzte Flugzeuge
Im Laufe ihres Bestehens hatte IFA International Freight Airways die Beschaffung von Boeing 707 (OO-IFB) und McDonnell Douglas DC-10 geplant, setzte jedoch keine weiteren Flugzeuge ein.

## Zwischenfälle
Von 1977 bis zur Betriebseinstellung 1978 kam es bei IFA International Freight Airways nicht zu Totalschäden von Flugzeugen.